# Akdemir (Pertek)
Akdemir (kurmandschi Avşeker) ist ein Dorf im Landkreis Pertek in der türkischen Provinz Tunceli. Akdemir liegt in einem Talkessel auf 1140 m über dem Meeresspiegel, ca. 27 km nordwestlich von Pertek im Norden des Keban-Stausees. Akdemir ist ebenfalls Hauptort des gleichnamigen Bucak, zu dem insgesamt 9 Dörfer gehören: Aşağıgülbahçe, Ayazpınar, Ballıdut, Bulgurtepe, Çukurca, Gövdeli, Konaklar, Yukarıgülbahçe und Akdemir selbst.
Der kurdische Name des Dorfes „Avşeker“ ist der ursprüngliche Ortsname. Er wurde osmanisch آب شكر Ab Şeker geschrieben und bedeutet „Zuckerwasser“. In Akdemir wird überwiegend Zazaki und Kurmandschi gesprochen. Dabei überwiegt das Zazaki. Zahlreiche Bewohner gehören dem ehemals mächtigen Stamm der Şavak-Kurden an.
Anfang der 1990er Jahre lebten in Akdemir 360 Menschen. Für 2011 gibt das TÜIK 194 Einwohner für das Dorf und 1.073 für das gesamte Bucak an. Im Jahre 2010 hatte Akdemir 226 Einwohner in 32 Haushalten. Akdemir verfügt über eine Grundschule. Haupterwerbsquellen der Einwohner sind Landwirtschaft und Tierhaltung. Angebaut werden in der Hauptsache Weizen und Gerste. Bei der Tierhaltung sind Schafe und Ziege vorherrschend.
Akdemir ist an die Trinkwasserversorgung angeschlossen und verfügt über eine Kanalisation. Bei Akdemir befindet sich eine Wache der Jandarma.